# Macroglossum hirundo
Macroglossum hirundo is een vlinder uit de familie van de pijlstaarten (Sphingidae). De wetenschappelijke naam van de soort werd in 1832 gepubliceerd door Jean Baptiste Boisduval.